# برنار رولن
برنار رولن (به انگلیسی: Bernard Rollin) (۱۸ فوریه ۱۹۴۳ – ۱۹ نوامبر ۲۰۲۱) یک فیلسوف اهل ایالات متحده آمریکا بود که در دانشگاه ایالتی کلرادو تدریس می‌کرد.